# Meyers Me-165W
Die Meyers Me-165W war ein Schulflugzeug in Tandemkonfiguration für das US-amerikanische Civilian Pilot Training Program während des Zweiten Weltkriegs. Im Civilian Pilot Training Program übernahmen Flugschulen die Grundausbildung von Militärpiloten.

## Entwicklung und Konstruktion
Die Me-165W war ein drahtverspannter Tiefdecker mit offenem Cockpit in Tandemkonfiguration und Spornradfahrwerk. Der Rumpf bestand aus geschweißten Stahlrohren, die mit Stoff bespannt waren. Die Tragflächen bestanden aus Holzspanten und -holmen, die ebenfalls mit Stoff bespannt waren. Sie wurden von einer Drahtverspannung stabilisiert und wiesen ein leichtes Knickflügelprofil auf.
Von diesem Muster wurde lediglich der Prototyp gebaut. Über einen Zeitraum von sechs Monaten wurden Testflüge durchgeführt, wobei das Flugzeug nur geringfügig bessere Eigenschaften zeigte als die Meyers OTW. Al Meyers gestand der Maschine nur schwache Leistungen zu. Daher wurde die Entwicklung eingestellt und der Prototyp eingemottet. Er wurde später bei einem Tornado zerstört.

## Technische Daten
| Kenngröße             | Daten                                        |
| --------------------- | -------------------------------------------- |
| Besatzung             | 1                                            |
| Passagiere            | -                                            |
| Länge                 | 6,7 m                                        |
| Spannweite            | 9,1 m                                        |
| max. Startmasse       | 839 kg                                       |
| Reisegeschwindigkeit  | 100 kn (185 km/h)                            |
| Höchstgeschwindigkeit | 117 kn (217 km/h)                            |
| Triebwerk             | Warner-Scarab-Sternmotor mit 165 PS (121 kW) |